# Трансферази
Трансфера́зи — окремий клас ферментів, що каталізують перенесення функціональних груп і молекулярних залишків від однієї молекули до іншої. Широко поширені в рослинних і тваринних організмах, беруть участь у перетвореннях вуглеводів, ліпідів, нуклеїнових і амінокислот.
Реакції, що каталізуються трансферазою, в загальному випадку виглядають так: A-X + B ↔ A + B-X.
Молекула A тут є донором групи атомів (X), а молекула B — акцептором групи. Часто як донор у таких реакціях переносу виступає один з коферментів. Багато хто з каталізуються трансфераза реакцій є оборотними.

## Номенклатура
Систематичні назви ферментів класу утворюються за схемою: «донор + акцептор + група + трансфераза». Або ж використовуються загальніші назви, коли в назву ферменту включається ім'я або донора, або акцептора групи: «донор + група + трансфераза» або «акцептор + група + трансфераза».
Наприклад, аспартатамінотрансфераза каталізує перенесення групи амінів з молекули аспарагінової кислоти, катехол-О-метилтрансфераза здійснює перенесення метильної групи S-аденозілметіонін на бензольне кільце різних катехоламінів, а гістон-ацетилтрансфераза переносить ацетільную групу з ацетил-коферменту А на гістон в процесі активації транскрипції.
Крім того, ферменти 7 підгрупи трансфераз, що переносять залишок фосфорної кислоти, використовуючи як донора фосфатної групи АТФ, часто називають також кіназами; амінотрансферази (6 підгрупа) часто називають трансаміназами.
Класифікація згідно з міжнародною класифікацією і номенклатурі ферментів трансферази відносяться до 2 класу, в межах якого виділяють дев'ять підкласів:
- КФ 2.1 включає ферменти, що переносять одновуглецеві групи;
- КФ 2.2 — ферменти, переносять альдегідні і кетони групи;
- КФ 2.3 — переносять ацільні залишки (ацілтрансферази);
- КФ 2.4 — переносять залишки цукрів (глікозилтрансферази);
- КФ 2.5 — переносять алкільні і арильному групи за винятком  метильного залишку;
- КФ 2.6 — переносять групи атомів, містять азот;
- КФ 2.7 — переносять фосфор-містять залишки;
- КФ 2.8 — переносять групи, що містять сірку;
- КФ 2.9 — переносять групи, що містять селен.